# Вьюн, Георгий Иванович
Георгий Иванович Вьюн (27 октября 1944, дер. Солнцевка, Омская область, СССР — 29 ноября 2008, Санкт-Петербург, Россия) — советский футболист, тренер. Мастер спорта СССР (1968).

## Биография
Начал играть в 1958 в юношеской команде в Новороссийске. В 1968 году вместе с тренером Артёмом Фальяном перебрался из «Арарата» в «Зенит», где сразу же стал игроком основного состава. Вьюн провёл в «Зените» 8 сезонов. В чемпионатах СССР провёл 230 матчей, забил 23 гола (за «Арарат» и «Зенит»).
За сборную СССР — 1 матч, 1 гол (16 июня 1968, Ленинград, СССР — Австрия 3:1).
После завершения игровой карьеры работал тренером в детской школе «Зенита». С октября 1982 по октябрь 1984 тренировал армейскую команду «Граунд Форсиз» (англ. Ground Forces (Mechal)), Аддис-Абеба, Эфиопия. В 1984 году стал чемпионом страны.
В 1995 году после возвращения в «Зенит» Садырина стал его помощником. Затем вслед за ним перешёл в ЦСКА. После смерти Садырина в 2001 году вновь вернулся в Санкт-Петербург. Инспектировал матчи чемпионата города.
Похоронен на Смоленском православном кладбище Санкт-Петербурга.